# Domus Eirene

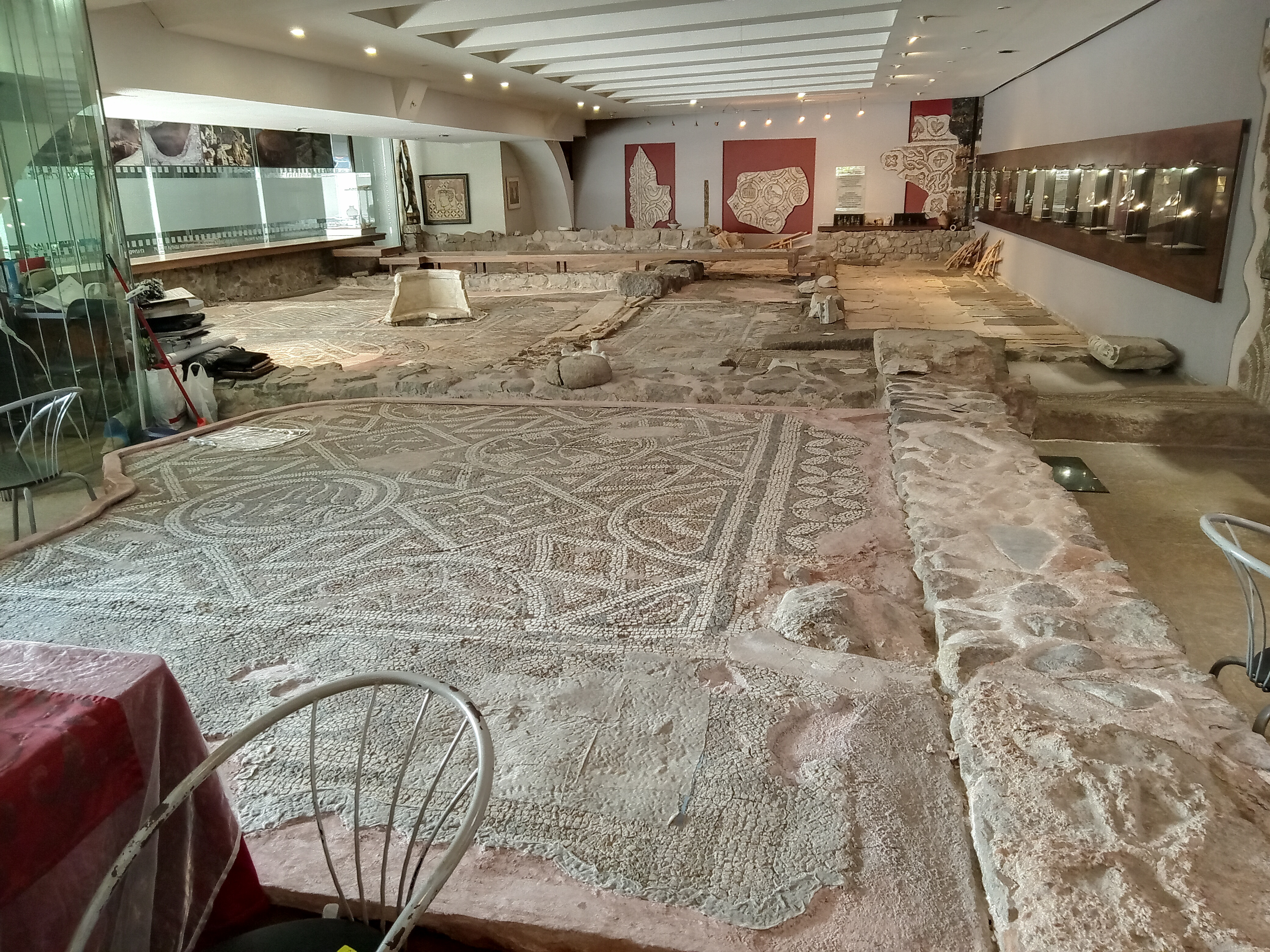
Blick auf die Ruinen

Die Domus Eirene (deutsch Haus der Eirene; bulgarisch Резиденция Ейрене) ist ein antikes römisches Peristylhaus (eine domus) mit aufwendigen Mosaikböden in Philippopolis (heute Plowdiw, Bulgarien), das in der Mitte des 3. Jahrhunderts n. Chr. in der Provinzhauptstadt von Thrakien erbaut wurde. Es ist nach dem Bild der griechischen Göttin Eirene (wörtlich „Frieden“) benannt, das im zentralen Mosaik abgebildet ist.
Es wurde wahrscheinlich nach der zerstörerischen Belagerung von Philippopolis durch die Goten im Jahr 250 während der Reichskrise des 3. Jahrhunderts im Römischen Reich erbaut. Die ausgegrabene Fläche der Wohnanlage beträgt 668 m², davon sind 160 m² bunte Mosaike. Die Überreste der Residenz befinden sich – wie auch die gepflasterte Römerstraße – in der archäologischen Unterführung des Zar-Boris-III.-Boulevards.
Das Peristylhaus wurde vermutlich in der Mitte des 3. Jahrhunderts n. Chr. erbaut, nachdem Philippopolis durch die Invasion der Goten im Jahr 251 n. Chr. zerstört worden war. Das Gebäude nimmt eine ganze Insula (einen Stadtblock, der von vier Straßen umgeben ist) ein und wurde über den Ruinen mehrerer älterer Häuser errichtet, die während der Goteninvasion zerstört wurden. Das Haus wurde nach dem Einmarsch der Hunnen unter Attila in den Jahren 441–442 schwer beschädigt, später jedoch repariert und erweitert. Zwischen dem 4. und 5. Jahrhundert wurden die Böden mit farbenfrohen und aufwendigen Mosaiken aus geometrischen Figuren, endlosen Knotensymbolen, Blumen und einladenden Inschriften für Besucher verziert. Das Haus wurde Ende des 6. Jahrhunderts verlassen, ebenso wie andere wichtige Gebäude in der Gegend, beispielsweise die Bischofskirche von Philippopolis.
Die Wohnräume befanden sich im östlichen Teil und umgaben das Peristyl, einen offenen Innenhof innerhalb des Hauses, der von Säulen umgeben war, während sich die Wirtschaftsräume im südlichen Teil befanden. Ein separater Teil des Gebäudes, der einen direkten Zugang zur nahegelegenen Straße hatte, beherbergte die Bediensteten. Das schönste Mosaik wurde in der Mitte des Hauptwohnzimmers platziert; eine meisterhaft gearbeitete Darstellung der griechischen Göttin Eirene in Opus vermiculatum mit kleineren Steinchen.

## Ausgrabung und Restaurierung
Das Haus und die alte Straße daneben wurden 1983–1984 beim Bau der Unterführung des Zar-Boris-III-Boulevards in Plowdiw entdeckt. Kurz darauf wurde das Gebäude als Kulturgut von nationaler Bedeutung eingestuft. Die Überreste des Hauses sowie die Mosaikböden wurden restauriert und im Jahr 2003 als Teil des TrakArt-Kulturkomplexes der Öffentlichkeit zugänglich gemacht.

## Galerie

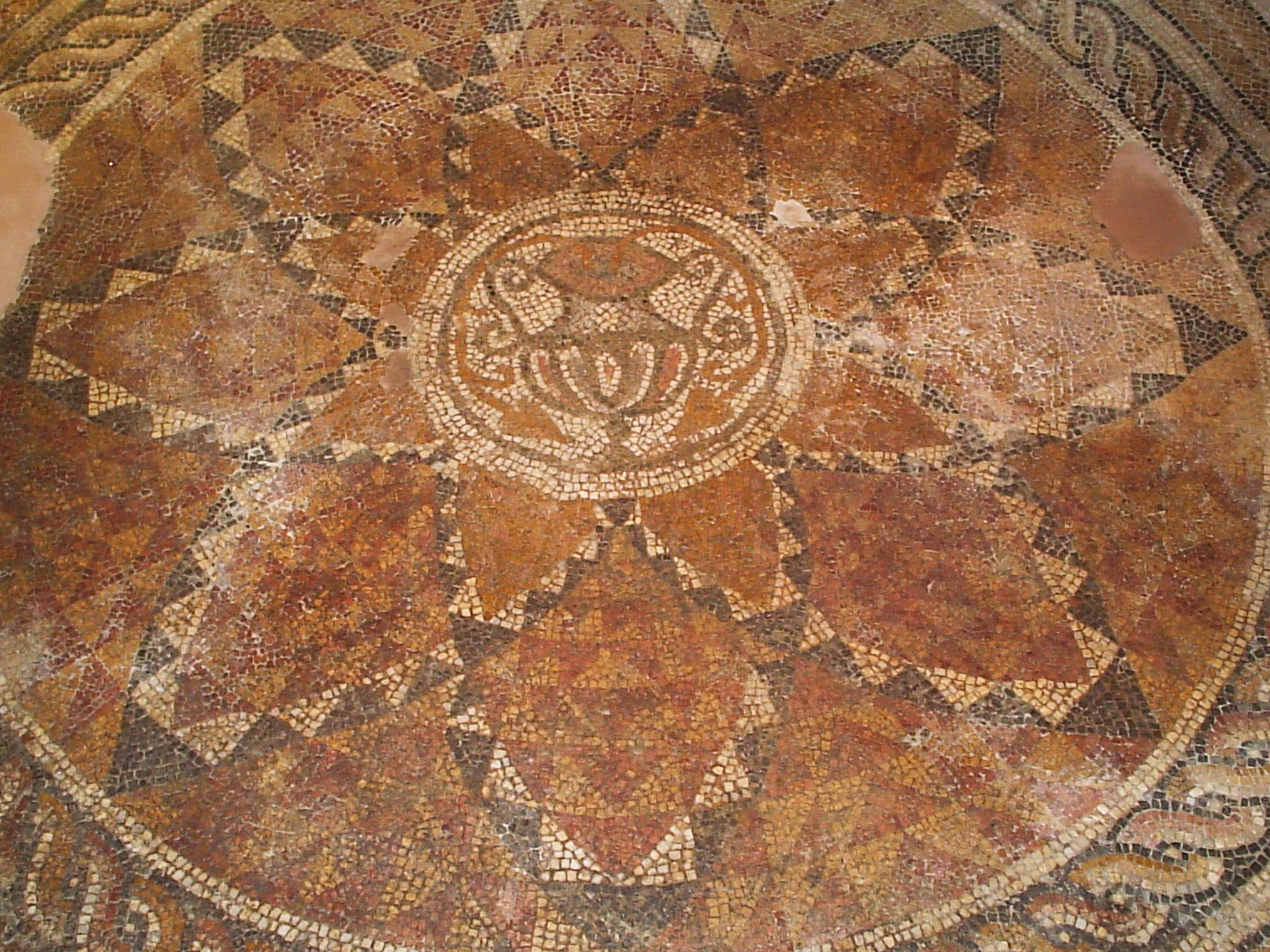
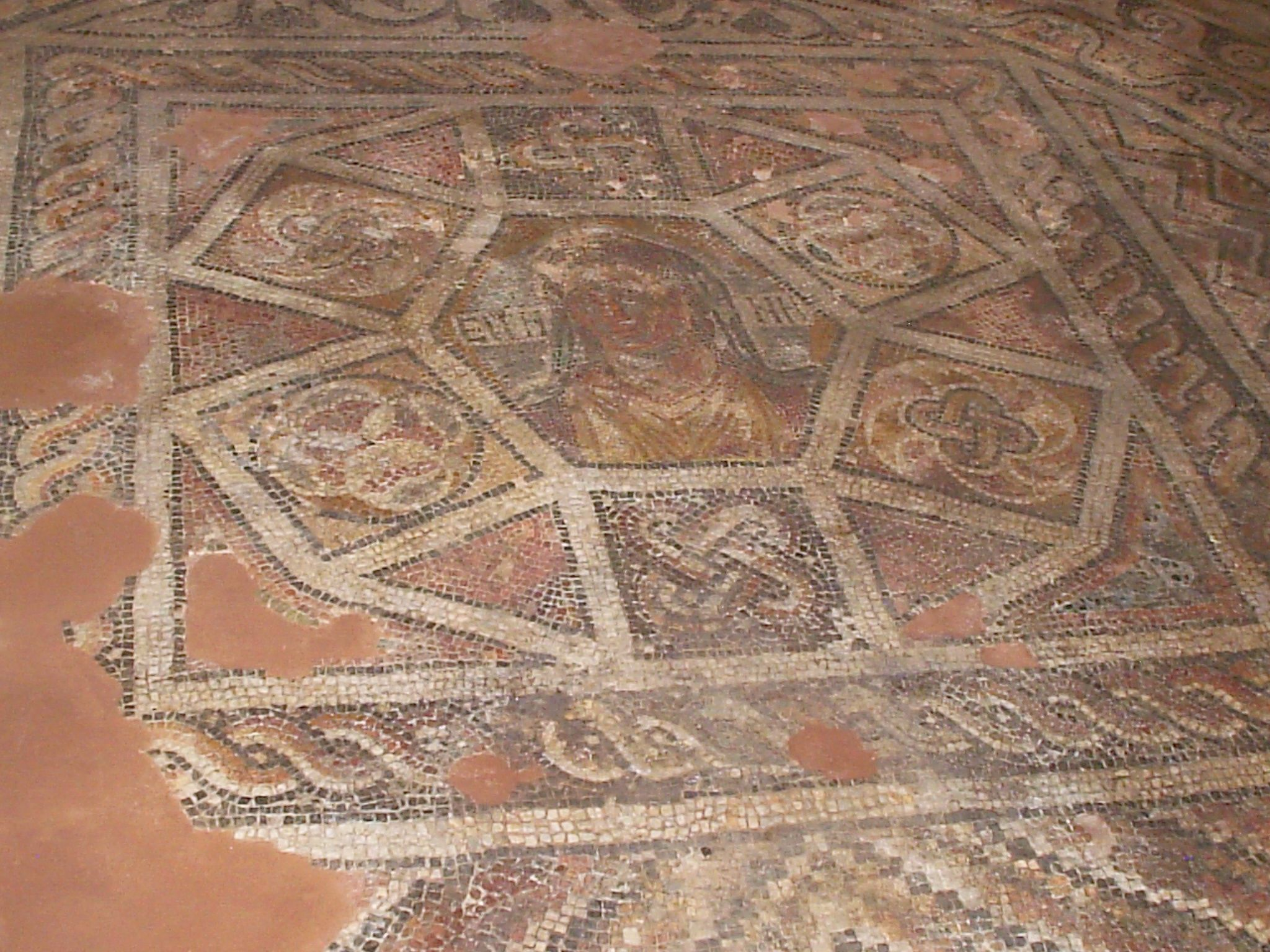
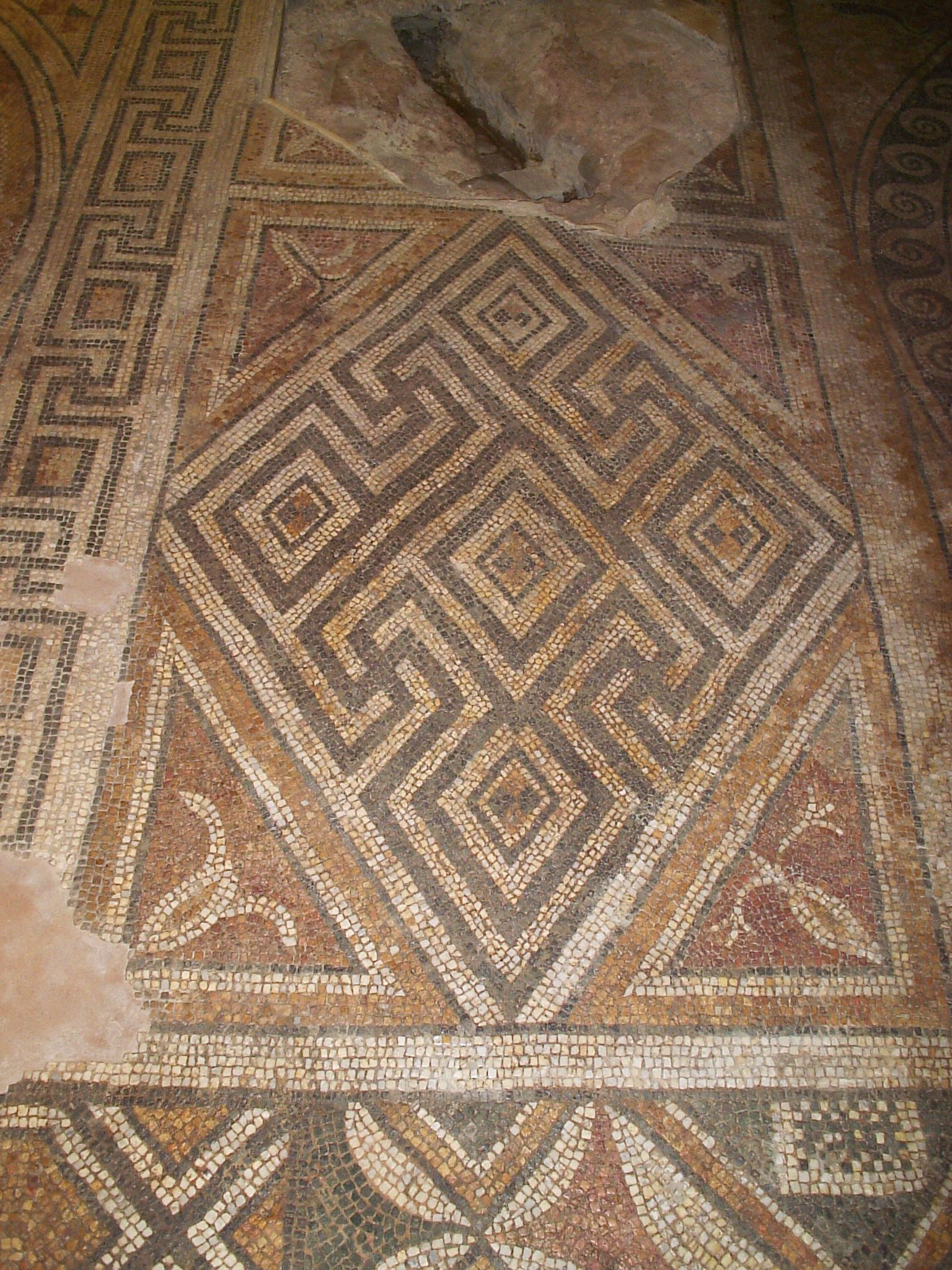
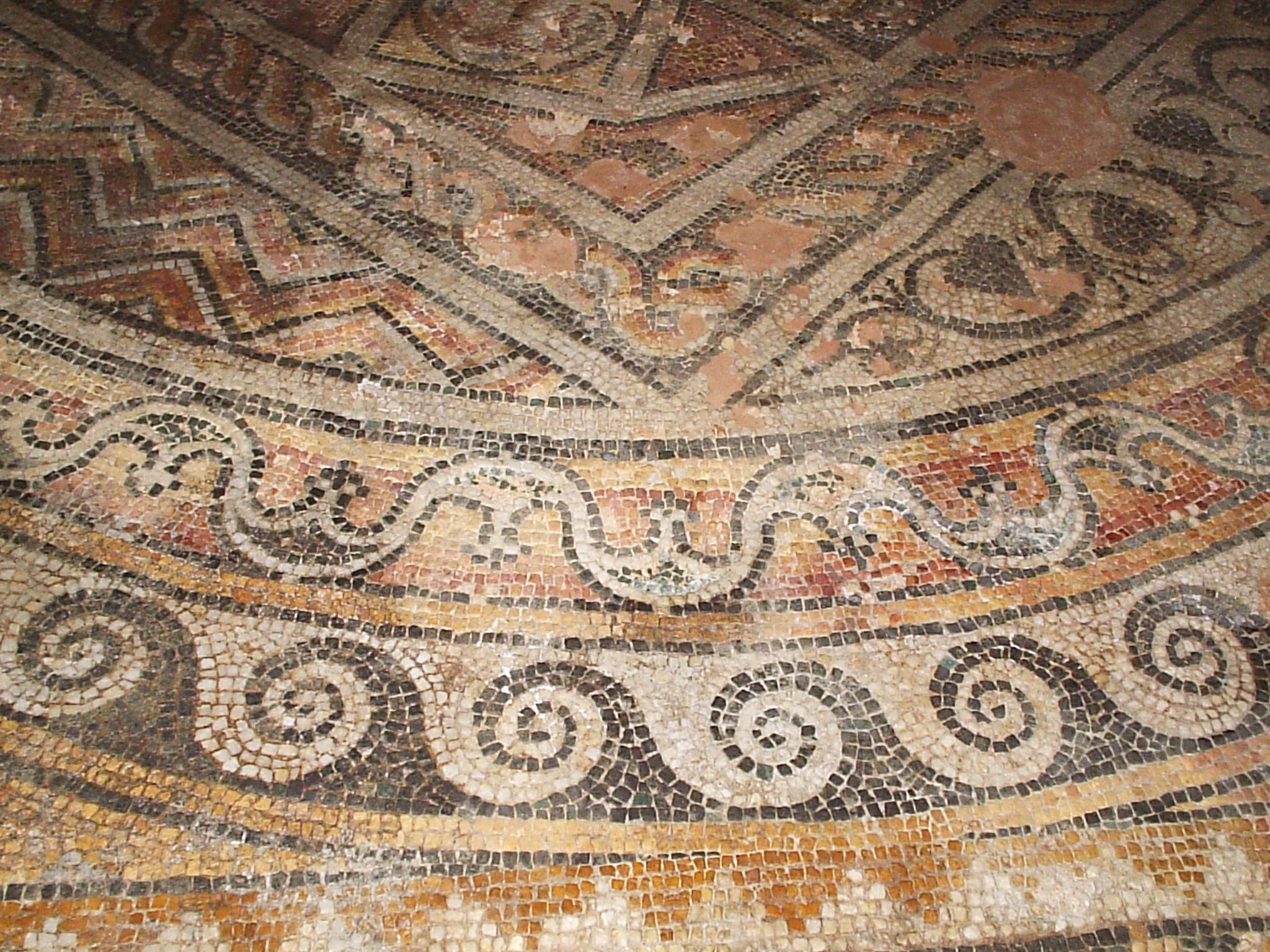
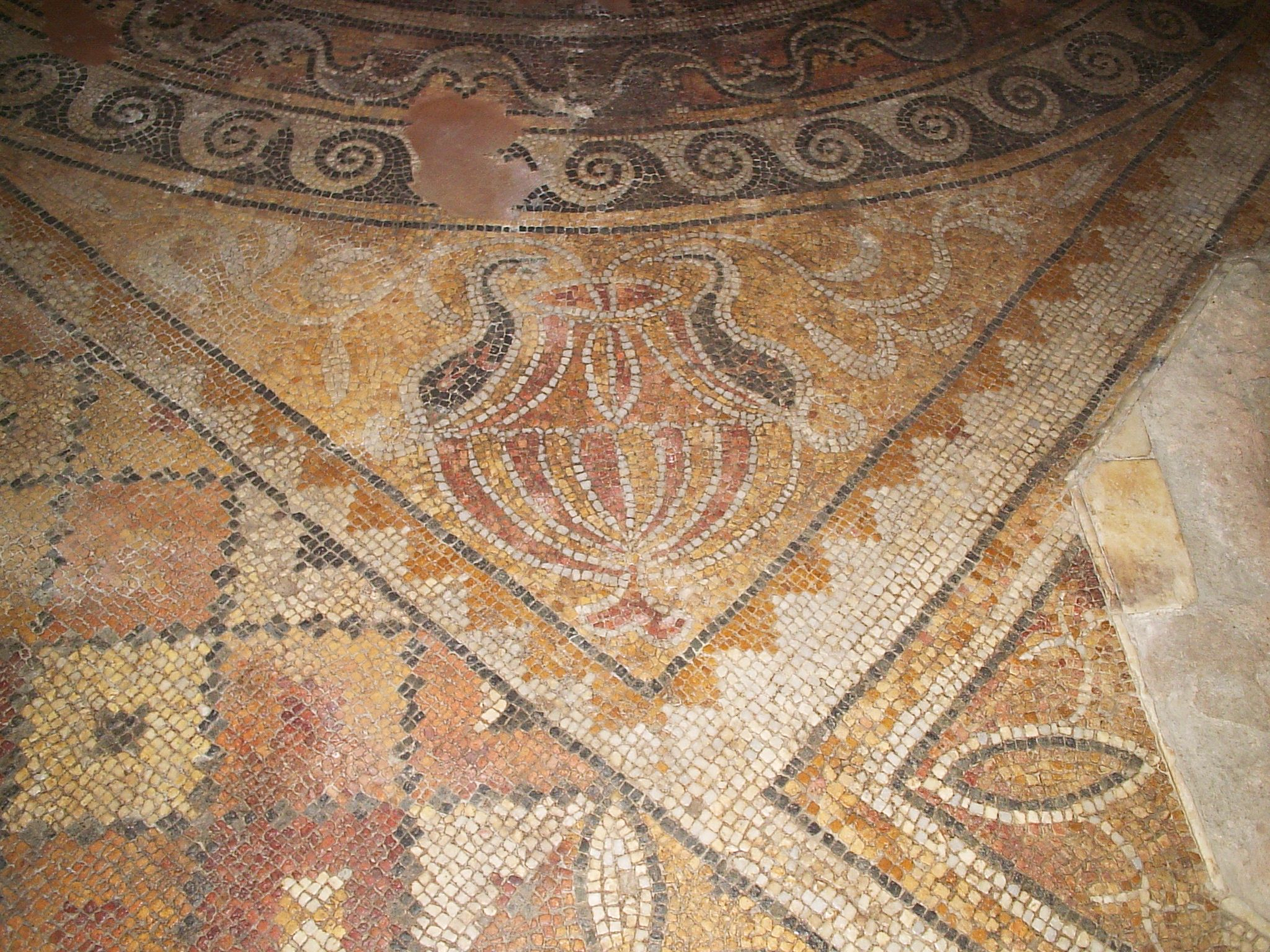